# ATP Лион Оупън
ATP Лион Оупън (на английски: ATP Lyon Open) (известен също като Open Parc Auvergne-Rhône-Alpes Lyon) е професионален турнир по тенис за мъже от ATP Tour 250, който се провежда в Лион, Франция, играе се на открити клей кортове.

## История
От 2017 г. търнира е част от сериите ATP 250 и се играе на открити клей кортове. Той заменя Open de Nice Côte d'Azur в календара на ATP. Бившият професионален тенисист Тиери Асионе е директор на турнира.
Турнирът е едно от четирите френски събития от серията ATP Tour 250, заедно с Оупън Сюд дьо Франс, Оупън 13 и Мозел Оупън.

## Финали
| Година | Шампион                                       | Финалист                                      | Резултат                                      |
| ------ | --------------------------------------------- | --------------------------------------------- | --------------------------------------------- |
| 2024   | Джовани Мпетши Перикар                        | Томас Мартин Етчевери                         | 6 – 4, 1 – 6, 7 – 6(9–7)                      |
| 2023   | Артур Фис                                     | Франсиско Серундоло                           | 6 – 3, 7 – 5                                  |
| 2022   | Камерън Нори                                  | Алекс Молчан                                  | 6 – 3, 6 – 7(3–7), 6 – 1                      |
| 2021   | Стефанос Циципас                              | Камерън Нори                                  | 6 – 3, 6 – 3                                  |
| 2020   | Турнирът на се провежда (пандемията КОВИД-19) | Турнирът на се провежда (пандемията КОВИД-19) | Турнирът на се провежда (пандемията КОВИД-19) |
| 2019   | Беноа Пер                                     | Феликс Оже-Алиасим                            | 6 – 4, 6 – 3                                  |
| 2018   | Доминик Тийм                                  | Жил Симон                                     | 3 – 6, 7 – 6(7–2), 6 – 1                      |
| 2017   | Жо-Вилфрид Цонга                              | Томаш Бердих                                  | 7 – 6(7–2), 7 – 5                             |